# Epidesma parva
Epidesma parva là một loài bướm đêm thuộc phân họ Arctiinae, họ Erebidae.